# Inégalités homme-femme au Malawi
L'égalité des sexes à l'école et dans les hautes fonctions publiques ou industrielles n'est pas acquise au Malawi, ces positions étant préférentiellement occupées par des hommes. Les raisons en sont que la société malawite a historiquement encouragé le statut de femme au foyer. La situation évolue néanmoins depuis l'indépendance du pays. Ainsi, Hastings Kamuzu Banda encourage l'accès à l'éducation indépendamment du sexe et un planning familial est créé dans les années 1980. La National Gender Policy vise également a amélioré la condition féminine.